# Leptomys paulus
Leptomys paulus är en gnagare som tillhör familjen råttdjur, släktet Leptomys och endast finns på Nya Guinea. Den beskrevs först av Guy Musser, Kristofer Helgen och Darrin Lunde 2008.

## Beskrivning
Arten är en liten, långsvansad råtta med en kroppslängd (från nosspets till svansrot) från knappt 12 till drygt 13 cm, en svanslängd mellan 14 och 16 cm och en vikt mellan 34 och 52 g. Pälsen är tät, mjuk och mörkt brungul på ovansidan och sidorna övergående till ljusgrå eller nästan vit på undersidan. Huvudet kännetecknas av en spetsig nos och av långa morrhår som når fram bakom öronen när de böjs bakåt. Den smala svansen är täckt med fjäll och varje fjällskiva är utrustad med tre korta hår. Framtänderna har orange tandemalj i överkäken och gul tandemalj i underkäken.

## Utbredning
Arten är endemisk för Nya Guinea, där den har påträffats på den östra delen.

## Ekologi
Arten lever i tropiska regnskogar på bergssluttningar mellan 1 200 och 1 600 meters höjd.
Leptomys paulus gräver enkla underjordiska bon med en tunnel och ett rum som ligger cirka en meter under markytan. I boet hittades ensamma exemplar, honor med ungar och små familjer. Andra individer fångades med skalbaggslarver som bete. Honor har två par spenar och därför antas att en kull består av ett fåtal ungar. Två honor var dräktiga med en respektive två embryon.

## Bevarandestatus
Hot mot beståndet och populationens storlek är inte kända. IUCN listar arten med kunskapsbrist (DD).